# WinRAR
WinRAR es un software de compresión de datos desarrollado por Yevgueni Roshal (también llamado Eugene Roshal) y distribuido por Ron Dwight. Fue lanzado el 22 de abril de 1995.

## Características
Posee un formato propio de compresión, el RAR (Roshal ARchive o REV, r00, .r01), que incluye un soporte completo, pero también es compatible con otros formatos, tales como: ZIP (o Zipx), CAB (CABinet), 7z, ACE, ARJ (Archived by Robert Jung), UUE (UUEncode), TAR (Tape ARchiver), BZ2 o BZip2 o TAR.BZ2 o TBZ2 o TB2, JAR (Java ARchive), ISO, GZ o Gzip  (GNU Zip, o tar.gz, .tgz, tar.Z, tar.bz2, tbz2, tar.lz, tlz), LZH o LHA, Z. Este programa permite también crear archivos comprimidos (o no) auto-extraíbles (EXE) para los cuales no es necesario otro software de descompresión.
Aunque es un producto comercial, existe una versión de prueba gratuita de 40 días, al terminar este periodo se mostrará un aviso para comprar una licencia al abrir WinRAR. Sin embargo, la licencia solo afecta al uso empresarial, por lo que se puede usar sin licencia para uso personal. Es una medida para evitar la piratería.
Posee una tasa de compresión mejor que la que brinda ZIP y también permite generar archivos en varios ficheros y cifrar el contenido de los archivos hasta AES-128 desde la versión 3.20. Es muy popular, sobre todo en el entorno de Microsoft Windows.

## Historial de la versión
A continuación se muestra un resumen de la información de versión.
- Desde la versión 2.90, se aplica el nuevo formato de archivo RAR3. Los nuevos archivos comprimidos no pueden ser gestionados por las versiones anteriores de WinRAR.
- Desde la versión 3.42, WinRAR soluciona un problema cuando se eliminan ficheros de archivos dañados.
- Desde la versión 3.50, WinRAR añade soporte para la interfaz de Skins y Temas y soporte a Windows XP x64.
- Desde la versión 3.60, WinRAR incluye una versión multiproceso del algoritmo de compresión, lo que mejora la velocidad de compresión en los sistemas con múltiples, dual-core, o HyperThreading habilitando la CPU.
- Desde la versión 3.70, WinRAR soporta características para Windows Vista.
- Desde la versión 3.71, el icono de WinRAR en la bandeja de notificaciones es compatible con pantallas de alta resolución.
- Desde la versión 3.80, posee soporte para archivos ZIP, que contienen nombres de archivo Unicode en UTF-8.
- Desde la versión 3.90, WinRAR añade soporte para Windows de 64-bit de forma nativa y también soporta Windows 7.no soportado anteriormente
- Desde la versión 3.91, WinRAR añade soporte para la descompresión de archivos 7-Zip creados con el algoritmo LZMA2.
- Desde la versión 3.93, WinRAR corrige algunos errores con algunos parámetros.[2]
- Desde la versión 4.00, se aumenta la velocidad de descompresión en hasta un 30% y también se añade soporte para ciertas características de interfaz de Windows 7. Se retira el soporte para los sistemas Windows 98, Windows Me, y Windows NT; la versión mínima requerida es Windows 2000.[3]
- Desde la versión 4.01, WinRAR añadido soporte para tamaños de fichero almacenados en formato binario en archivos TAR. Algunos archivos usan un formato binario para el tamaño en vez del formato octal para ficheros mayores de 8 GB.
- Desde la versión 5.0, este cuenta con nuevo algoritmo, RAR5. Este nuevo formato es incompatible con las versiones anteriores, pero presenta características muy interesantes, como cifrado de 256 bits y una mayor facilidad a la hora de recuperar archivos dañados.
- Desde la versión 5.40, la versión mínima de Windows soportada es Windows XP SP3, por lo que WinRAR no funcionará en Windows XP sin service packs.
- Desde la versión 5.50, se ha añadido la opción de "Establecer contraseña maestra" en la ventana "Organizar contraseñas" para proteger las contraseñas guardadas. Se ha agregado el soporte para descomprimir archivos .LZ creados con el compresor Lzip.
- Desde la versión 5.70, se ha eliminado la compatibilidad con la descompresión de archivos ACE debido a vulnerabilidades de seguridad
- En la Versión 5.80, se ha incrementado la longitud máxima de la trayectoria de ficheros en archivos 7z a 2048 caracteres. Aunque este tipo de trayectorias largas ya estaba soportada para los formatos RAR y ZIP, en versiones anteriores estaba limitada a 260 caracteres en archivos 7z.